# Сотолериве (Белуно)
Сотолериве (итал. Sottolerive) је насеље у Италији у округу Белуно, региону Венето.
Према процени из 2011. у насељу је живело 27 становника. Насеље се налази на надморској висини од 879 м.